# 非洲独立党 (布基纳法索)
非洲独立党（法語：Parti Africain de l’Indépendance）是布基纳法索历史上的一个政党，曾由菲利普·韦德拉奥果领导。该党的出版物为《L'Avant-Garde》。
该党原为法属西非共产主义政党非洲独立党的一部分。1963年，非洲独立党在上沃尔特共和国设立了分支。
1973年，该党发起开放性的群众组织争取发展爱国联盟。
1983年八月革命中争取发展爱国联盟成为重要的社会运动，该党通过争取发展爱国联盟在托马斯·桑卡拉内阁中参政长达一年时间。1985年，争取发展爱国联盟与托马斯·桑卡拉关系恶化被逐出政府。
1992年的议会选举中，非洲独立党作为亲政府的人民阵线选举联盟内竞选获得2个席位。
1999年，该党发生分裂，苏马内·图雷领导的非洲独立党 (图雷)获得法院认可并加入政府。2002年，韦德拉奥果领导的非洲独立党则另外登记注册了一个政党争取民主和社会主义党并在5月5日的议会选举中获得了2个席位。
在2005年的总统选举中，韦德拉奥果获得了非洲独立党、PDS、CDS、GDP和UFP的政党支持，获得2.3%的选票。
2012年，韦德拉奥果领导的非洲独立党并入争取民主和社会主义党。